# Petra van Heijst
Petra van Heijst (Enschede, 31 december 1984) is een Nederlandse softballer.
Van Heijst kwam uit voor de verenigingen Tex Town Tigers uit Enschede, de Amsterdam Pirates uit Amsterdam en speelt vanaf 2005 voor de Terrasvogels uit Santpoort. Ze is korte stop, tweede honkvrouw en outfielder en slaat en gooit rechtshandig. Van Heijst was lid van het Olympisch team dat deelnam aan de zomerspelen van 2008 te Peking. Ze is lid van het Nederlands damessoftbalteam sinds 2004 en heeft tot op heden 67 interlands gespeeld. In 2007 werd ze uitgeroepen tot Meest Waardevolle Speler in de Nederlandse hoofdklasse (Holland Series). Van Heijst is afgestudeerd aan de Academie voor Lichamelijke Opvoeding. Haar broer Frank van Heijst komt uit als honkballer voor de Amsterdam Pirates.
Noémi Boekel · 
Marloes Fellinger · 
Sandra Gouverneur · 
Petra van Heijst · 
Judith van Kampen · 
Kim Kluijskens · 
Saskia Kosterink · 
Jolanda Kroesen · 
Daisy de Peinder · 
Marjan Smit · 
Rebecca Soumeru · 
Nathalie Timmermans · 
Ellen Venker · 
Britt Vonk · 
Kristi de Vries